# Ile jest życia
Ile jest życia – polski, obyczajowy serial telewizyjny z 1974 roku, adaptacja powieści Romana Bratnego pod tym samym tytułem.
Opowiada losy przyjaciół, których połączyła wspólna walka w powstaniu warszawskim, a podzieliły późniejsze życiowe wybory. Serial rozgrywa się na przestrzeni 20 lat bezpośrednio po wojnie.

## Fabuła
Po wyzwoleniu Warszawy, Jerzy i Zbyszek Janasowie, powstańcy, wyjeżdżają rozpocząć nowe życie na Ziemie Odzyskane. Rozczarowany biegiem spraw Zbyszek decyduje się na ucieczkę do Paryża. Jerzy wraz z nowym kolegą Włodkiem wraca do Warszawy. Tam kończy studia na politechnice, żeni się. Kilka lat później na polowaniu, w którym bierze udział Jerzy, śmiertelnie postrzelony zostaje wysoki funkcjonariusz UB. Był to wypadek, ale z uwagi na zawód zmarłego, zdarzenie jest interpretowane jako zamach. Oskarżony o zabójstwo zostaje Jerzy: przemawia przeciw niemu powstańcza przeszłość, ucieczka brata na Zachód, krótkotrwałe aresztowanie w 1945 roku za opowiadanie dowcipów politycznych. W uwolnieniu od nieprawdziwych zarzutów nie pomagają mu nawet wpływy wojewody Jakuszyna, uczestnika polowania, który widział zdarzenie, a z Jerzym poznał się podczas pracy na Ziemiach Odzyskanych.
W więzieniu Jerzy spędza 6 lat. W tym czasie odchodzi od niego żona, która postanawia nie wracać ze stypendium w Paryżu. Dzięki politycznej odwilży Janas ma możliwość pracy w biurze projektów. Wojenna przyjaźń z dziennikarzem Andrzejem i prawnikiem Dionizym trwa. Cieniem na relacje kolegów kładzie się romans żony Dionizego z dziennikarzem oraz wyniosłość Dionizego, który kłopoty małżeńskie stara powetować sobie zaangażowaniem w karierę zawodową. W niejasnych okolicznościach samobójstwo popełnia Andrzej, prawdopodobnie zmęczony obłudą zawodowej pracy, w której musi chwalić nijaką socjalistyczną rzeczywistość i obłudą swojego postępowania, zdradzania zaufania przyjaciół. Na jego pogrzebie Jerzy po raz pierwszy od lat spotyka brata. Zbyszek przywozi z Paryża wieści o Annie, byłej żonie brata.
Jerzy mimo wielu problemów kontynuuje karierę projektanta. Żeni się po raz drugi, z koleżanką z pracy. Jest też wykładowcą na swojej byłej uczelni. Jednym z jego studentów jest syn przyjaciół Dionizego i Danieli. Chłopak ma problemy w nauce, które próbuje rozwiązać poprzez znajomość ojca z profesorem Janasem. Kacper, syn Jerzego, kończy szkołę teatralną. Jest aktorem w teatrze kierowanym przez Włodka, dawnego kolegę ojca z Ziem Odzyskanych. Serial kończy się wizytą Jerzego na planie filmu wojennego, w którym główną rolę gra Kacper. Jerzy po raz drugi w swoim życiu staje wśród ruin stolicy. Tym razem są to jednak tylko filmowe dekoracje.

## Obsada
- Andrzej Zaorski jako Jerzy Janas
- Józef Duriasz jako Dionizy Morawski
- Zygmunt Malanowicz jako Andrzej, dziennikarz
- Marian Opania jako Walek, kolega Janasa
- Kazimierz Borowiec jako Włodek
- Ryszard Filipski jako wojewoda Jakuszyn
- Anna Nehrebecka jako Anna, pierwsza żona Jerzego
- Ewa Szykulska jako Iwa, druga żona Jerzego
- Anna Seniuk jako Daniela, żona Morawskiego
- Krzysztof Kolberger jako aktor Kacper, syn Jerzego
- Bohdan Sobiesiak jako strażnik
- Piotr Suchora jako Małolepszy
- Jerzy Moes jako urzędnik LOT-u na Okęciu
- Andrzej Łągwa jako Paweł / Mężczyzna odprowadzający Annę na samolot
- Bogusław Sar jako syn Rękawka
- Zofia Grąziewicz jako nauczycielka
- Remigiusz Rogacki jako mężczyzna rozmawiający z Janasem w pociągu
- Adam Trela jako młody Sierawski
- Kazimierz Meres jako taksówkarz
- Krzysztof Stroiński jako Jaś, asystent Janasa
- Janusz Paluszkiewicz jako naganiacz na polowaniu
- Henryk Dudziński jako podwładny oficera UB
- Janusz Bukowski jako Koślawy

## Informacje dodatkowe
- Serial miał w latach 70. tylko jedną emisję, dopiero dwa lata po zakończeniu produkcji. Dodatkowo, nie nadano wtedy odcinków piątego Kiepskie szczęście i dziewiątego Synowie, które pokazano widzom po raz pierwszy podczas powtórki serialu w 2003 roku.
- Sam tytuł serialu pojawia się w scenariuszu fabuły, gdy podczas rozmowy bohaterów Jerzy Janas wypowiada słowa: "A ile jest tego życia? Tyle, ile tego naszego chcenia, żeby coś się działo."